# NGC 5959
NGC 5959 (другие обозначения — MCG -3-40-2, NPM1G -16.0490, PGC 55625) — эллиптическая галактика (E) в созвездии Весы.
Этот объект входит в число перечисленных в оригинальной редакции «Нового общего каталога».